# 島根県道39号湖陵掛合線
島根県道39号湖陵掛合線（しまねけんどう39ごう こりょうかけやせん）は、島根県出雲市から雲南市に至る県道（主要地方道）である。

## 概要
出雲市湖陵町差海（さしうみ）から雲南市掛合町掛合に至る。

### 路線データ
- 起点：島根県出雲市湖陵町差海（差海交差点、国道9号交点）
- 終点：島根県雲南市掛合町掛合（国道54号交点）

## 歴史
- 1993年（平成5年）5月11日 - 建設省から、県道湖陵掛合線が湖陵掛合線として主要地方道に指定される[1]。

## 路線状況
出雲市湖陵町三部付近（神西湖岸とその周辺）の一部区間は、降雨量によっては交通規制がかかることがある。かつては、湖陵町三部付近から佐田町八幡原にかけて抜ける部分は狭隘であり交通の難所であったが、才谷トンネルの完成に伴い、容易な通行が可能になった。

### 重複区間
- 国道184号（出雲市佐田町八幡原（やわたばら）・八幡原交差点 - 出雲市佐田町反辺（たんべ）・反辺交差点）
- 島根県道185号三刀屋佐田線（出雲市佐田町反辺・矢源寺橋交差点 - 出雲市佐田町須佐）

### 道路施設

#### トンネル
- 才谷トンネル：延長2,422 m、2004年（平成16年）竣工、出雲市
- 菅原トンネル：延長620 m、1999年（平成11年）竣工、出雲市 - 雲南市

## 地理

### 通過する自治体
- 出雲市
- 雲南市

### 交差する道路
| 交差する道路                           | 市町村名 | 交差する場所     | 交差する場所      |
| -------------------------------------- | -------- | ---------------- | ----------------- |
| 国道9号                                | 出雲市   | 湖陵町差海（）   | 差海交差点 / 起点 |
| 島根県道277号多伎江南出雲線            | 出雲市   | 湖陵町三部       | 三部交差点        |
| 簸川南広域農道 / 出雲ロマン街道        | 出雲市   | 湖陵町三部       |                   |
| E9 山陰自動車道                        | 出雲市   | 湖陵町三部       | 32 出雲湖陵IC     |
| 国道184号 重複区間起点                 | 出雲市   | 佐田町八幡原（） | 八幡原交差点      |
| 国道184号 重複区間終点                 | 出雲市   | 佐田町反辺（）   | 反辺交差点        |
| 島根県道185号三刀屋佐田線 重複区間起点 | 出雲市   | 佐田町反辺       | 矢源寺橋交差点    |
| 島根県道185号三刀屋佐田線 重複区間終点 | 出雲市   | 佐田町須佐       |                   |
| 島根県道283号宮内掛合線                | 出雲市   | 佐田町原田       |                   |
| 飯石ふれあい農道                       | 雲南市   | 掛合町松笠       |                   |
| 国道54号                               | 雲南市   | 掛合町掛合       | 終点              |

### 交差する鉄道
- 山陰本線

### 沿線
- 神西湖（出雲市）
- 湖陵温泉（出雲市湖陵町二部）
- 湖陵総合公園（出雲市湖陵町三部）
- 須佐神社（出雲市佐田町）
- 出雲市立佐田中学校（出雲市佐田町八幡原）
- ナカバヤシ佐田工場（出雲市佐田町反辺）
- 出雲市立須佐小学校（出雲市佐田町須佐）
- 出雲須佐温泉（出雲市佐田町原田）
- 萬行寺（出雲市佐田町原田）